# Brucheville
Brucheville é uma comuna francesa na região administrativa da Normandia, no departamento Mancha. Estende-se por uma área de 12,73 km². Em 2010 a comuna tinha 143 habitantes (densidade: 11,2 hab./km²).